# Сочевички
Сочевички — це утворення на стовбурі та гілках дерева, в яких знаходяться дрібні отвори, прикриті пухкою тканиною. Назву отримали за форму, дещо схожу із зернами сочевиці.

## Опис
Сочевички утворюються, коли епідерма відмирає і заміняється перидермою, до них переходить функція газообміну (яку в епідерми виконували продихи).
За формою вони дуже різноманітні: зазвичай вони представлені у вигляді дрібних округлих горбків, або штрихів, але можуть бути й ромбічними. Основними функціями сочевичок є газообмін між внутрішніми живими тканинами стебла і навколишнім середовищем, а також виведення зайвої вологи. Сочевички розкидані по стеблу і добре помітні, також їх можна побачити і на деяких плодах у вигляді цяточок, наприклад, на грушах, яблуках та ін.

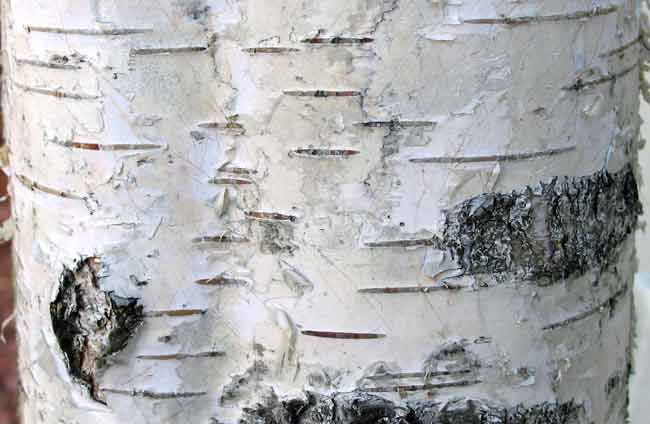
Штрихоподібні сочевички берези повислої (Betula pendula)
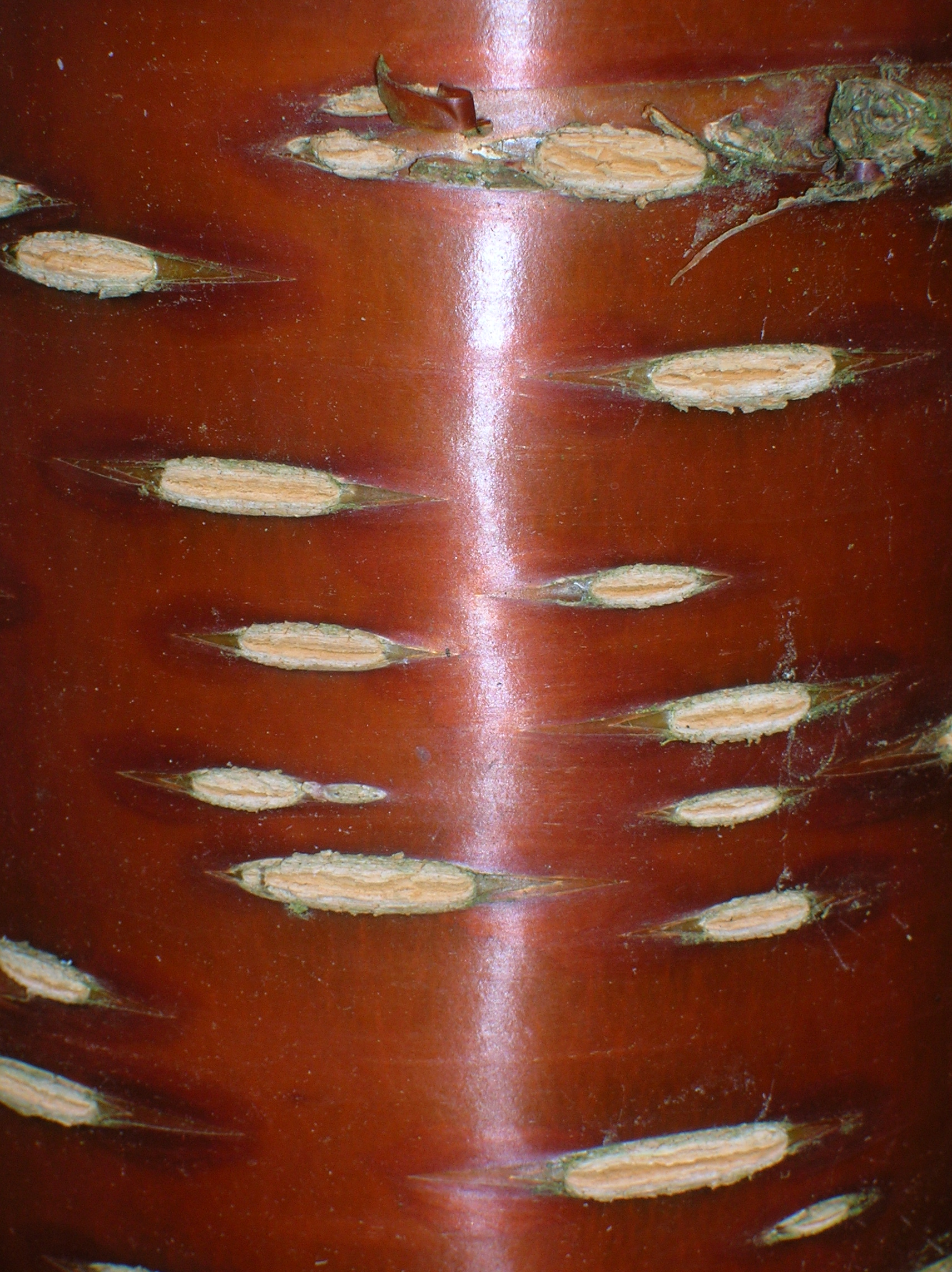
Сочевички на стовбурі сакури (Prunus serrulata)
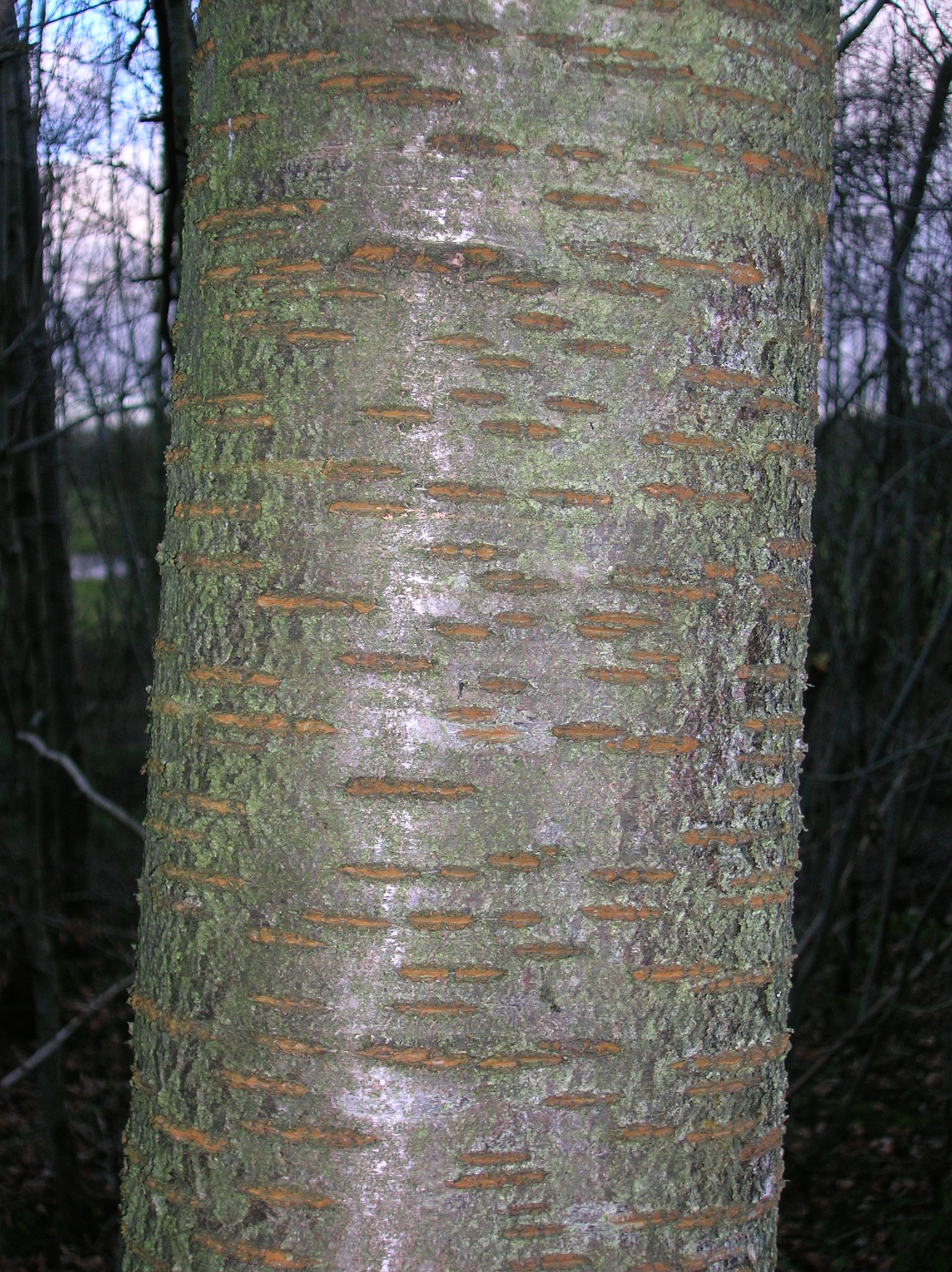
Сочевички на стовбурі черешні (Prunus avium)
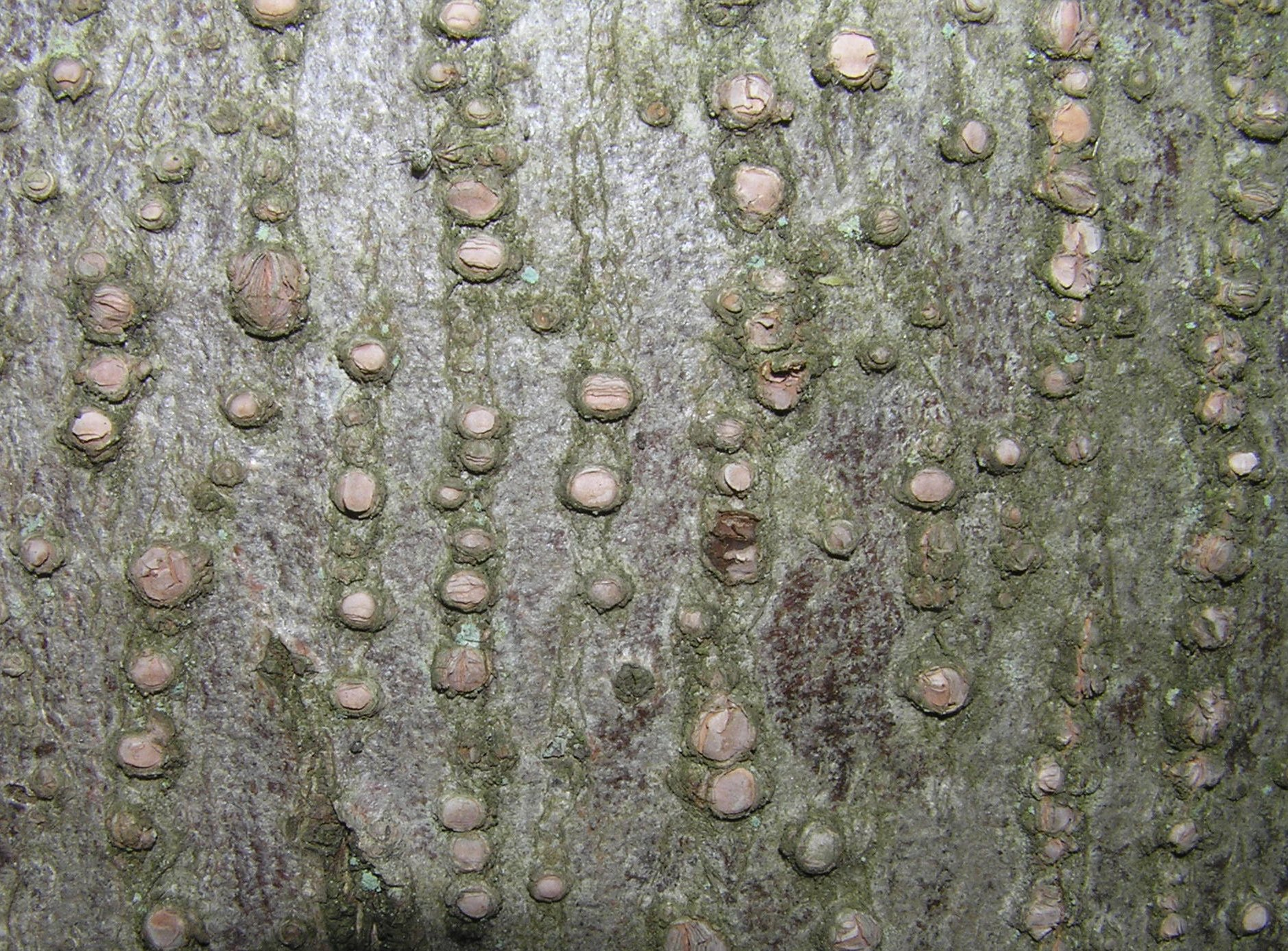
Сочевички на стовбурі липи серцелистої (Tilia cordata)
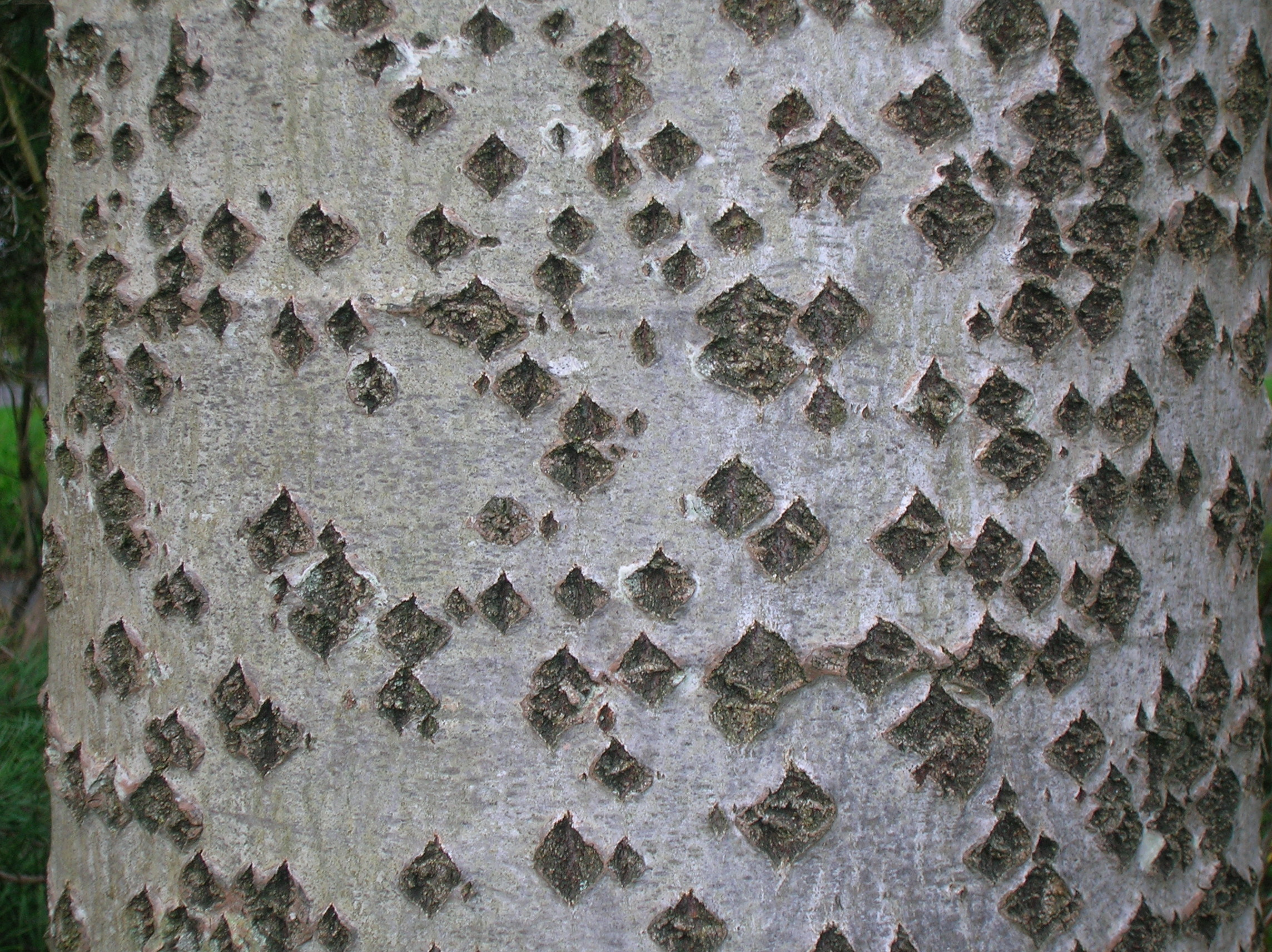
Сочевички на стовбурі тополі білої (Populus alba)
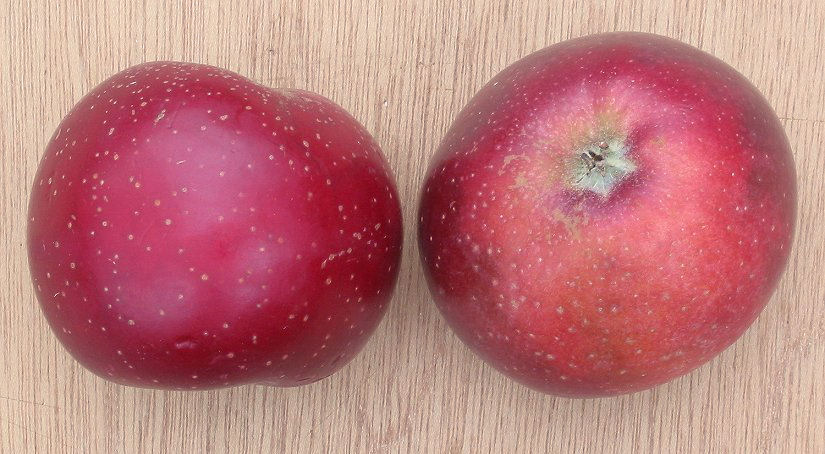
Сочевички на яблуках